# Hramivka, Peatîhatkî
Hramivka (în ucraineană Грамівка) este un sat în comuna Holodiivka din raionul Peatîhatkî, regiunea Dnipropetrovsk, Ucraina.

## Demografie
Componența lingvistică a localității Hramivka
     Ucraineană (100%)
Conform recensământului din 2001, toată populația localității Hramivka era vorbitoare de ucraineană (100%).